# فوفانا
فوفانا (3 أبريل 1982 بأنغولا - ) هو لاعب كرة قدم أنغولي في مركز الوسط. شارك مع منتخب أنغولا لكرة القدم.

## وصلات خارجية
- فوفانا على موقع الاتحاد الدولي (مؤرشف)  (الإنجليزية)
- فوفانا على موقع قاعدة بيانات كرة القدم.إي يو (الإنجليزية)
- فوفانا على موقع ناشيونال فوتبول تيمز (الإنجليزية)